# Gerloc
Gerloc (o Geirlaug), batejada l'any 912 a Ruan com Adela (o Adèle) fou filla de Hrolf Ganger, primer duc de Normandia, i de la seva dona, Poppa de Bayeux. L'any 935, va contreure matrimoni amb Guillem III d'Aquitània, comte de Poitiers. Va morir el 14 d'octubre de 962.
Va tenir dos fills: 
- Guillem IV d'Aquitània
- Adelaida d'Aquitània, esposa d'Hug Capet.

Mancant una font fiable en les cròniques contemporànies sobre la nacionalitat de Hrolf Ganger, ja que els cronistes d'anals no distingien entre els escandinaus i tots eren considerats danesos (a excepció de les sagues nòrdiques que afirmen que era fill de Rognvald el Savi), alguns historiadors s'inclinen també pel seu origen noruec justificant que el nom de la seva filla Geirlaug era propi i popular de Noruega.